# Tanjung Jaya (Sungai Serut)
Tanjung Jaya is een bestuurslaag in het regentschap Bengkulu van de provincie Bengkulu, Indonesië. Tanjung Jaya telt 1121 inwoners (volkstelling 2010).